# Михайловка (Тельмановский район)
Миха́йловка (укр. Михайлівка) — село на Украине, находится в Тельмановском районе Донецкой области. Под контролем самопровозглашённой Донецкой Народной Республики.

## География
Село расположено на левом берегу реки под названием Грузский Еланчик. К юго-востоку от села проходит граница между Украиной и Россией.

#### Соседние населённые пункты по странам света
С: Греково-Александровка, Кузнецово-Михайловка (оба выше по течению Грузского Еланчика)
СЗ: Первомайское, Воля, Черевковское
СВ: Зелёный Гай, Котляровское
З: Зерновое, Тельманово
В: Новоалександровка
ЮЗ: Терновка, Свободное
ЮВ: —
Ю: Садки, Зори, Радянское, Ивановка, Коньково (все ниже по течению Грузского Еланчика)

## Население
Население по переписи 2001 года составляло 609 человек.

## Общие сведения
Код КОАТУУ — 1424883201. Почтовый индекс — 87170. Телефонный код — 6279.

## Адрес местного совета
87170, Донецкая область, Тельмановский р-н, с.Михайловка, ул.Центральная, д.13а